# Diocesi di Chipata
La diocesi di Chipata (in latino Dioecesis Chipatensis) è una sede della Chiesa cattolica in Zambia suffraganea dell'arcidiocesi di Lusaka. Nel 2021 contava 496.660 battezzati su 2.254.000 abitanti. È retta dal vescovo George Cosmas Zumaire Lungu.

## Territorio
La diocesi comprende l'intera Provincia Orientale nello Zambia.
Sede vescovile è la città di Chipata, dove si trova la cattedrale di Sant'Anna.
Il territorio è suddiviso in 36 parrocchie.

## Storia
La prefettura apostolica di Fort Jameson fu eretta il 1º luglio 1937 con la bolla Quo in Rhodesiae di papa Pio XI, ricavandone il territorio dal vicariato apostolico di Nyassa (oggi arcidiocesi di Lilongwe) e dal vicariato apostolico di Lwangwa (oggi diocesi di Mpika).
Il 7 maggio 1953 la prefettura apostolica fu elevata a vicariato apostolico con la bolla Qui ad supremum di papa Pio XII.
Il 25 aprile 1959 il vicariato apostolico fu elevato a diocesi con la bolla Cum christiana fides di papa Giovanni XXIII.
Il 15 aprile 1968 ha assunto il nome attuale.
Nel 1980 il vescovo Medardo Joseph Mazombwe inaugurò il seminario diocesano, dedicato a Santa Maria.

## Cronotassi dei vescovi
Si omettono i periodi di sede vacante non superiori ai 2 anni o non storicamente accertati.
- Fernand Martin, M.Afr. † (17 dicembre 1937 - 1946 dimesso)
- Firmin Courtemanche, M.Afr. † (7 marzo 1947 - 11 novembre 1970 dimesso)
- Medardo Joseph Mazombwe † (11 novembre 1970 - 30 novembre 1996 nominato arcivescovo di Lusaka)
- George Cosmas Zumaire Lungu, dal 23 dicembre 2002

## Statistiche
La diocesi nel 2021 su una popolazione di 2.254.000 persone contava 496.660 battezzati, corrispondenti al 22,0% del totale.
| anno | popolazione | popolazione | popolazione | presbiteri | presbiteri | presbiteri | presbiteri                | diaconi | religiosi | religiosi | parrocchie |
| anno | battezzati  | totale      | %           | numero     | secolari   | regolari   | battezzati per presbitero | diaconi | uomini    | donne     | parrocchie |
| ---- | ----------- | ----------- | ----------- | ---------- | ---------- | ---------- | ------------------------- | ------- | --------- | --------- | ---------- |
| 1950 | 31.586      | 225.560     | 14,0        | 28         | 3          | 25         | 1.128                     |         |           | 10        |            |
| 1970 | 88.922      | 509.000     | 17,5        | 49         | 9          | 40         | 1.814                     |         | 51        | 42        |            |
| 1980 | 120.886     | 609.000     | 19,8        | 53         | 9          | 44         | 2.280                     |         | 54        | 50        | 17         |
| 1990 | 176.353     | 669.686     | 26,3        | 51         | 13         | 38         | 3.457                     |         | 48        | 109       | 19         |
| 1999 | 253.900     | 1.273.752   | 19,9        | 58         | 25         | 33         | 4.377                     |         | 44        | 134       | 21         |
| 2000 | 263.874     | 1.273.752   | 20,7        | 49         | 27         | 22         | 5.385                     |         | 33        | 135       | 21         |
| 2001 | 274.007     | 1.480.967   | 18,5        | 46         | 25         | 21         | 5.956                     |         | 38        | 141       | 21         |
| 2002 | 281.265     | 1.300.773   | 21,6        | 47         | 23         | 24         | 5.984                     |         | 35        | 134       | 22         |
| 2003 | 285.760     | 1.300.973   | 22,0        | 44         | 23         | 21         | 6.494                     |         | 32        | 142       | 22         |
| 2004 | 285.760     | 1.300.973   | 22,0        | 47         | 25         | 22         | 6.080                     |         | 38        | 145       | 23         |
| 2006 | 315.130     | 1.381.000   | 22,8        | 51         | 29         | 22         | 6.179                     |         | 35        | 149       | 23         |
| 2007 | 319.000     | 1.397.000   | 22,8        | 55         | 33         | 22         | 5.800                     | 6       | 37        | 156       | 23         |
| 2013 | 398.946     | 1.810.000   | 22,0        | 69         | 45         | 24         | 5.781                     |         | 44        | 46        | 24         |
| 2016 | 430.800     | 1.954.000   | 22,0        | 80         | 51         | 29         | 5.385                     |         | 45        | 153       | 31         |
| 2019 | 470.000     | 2.132.500   | 22,0        | 83         | 52         | 31         | 5.662                     |         | 59        | 137       | 36         |
| 2021 | 496.660     | 2.254.000   | 22,0        | 96         | 65         | 31         | 5.173                     |         | 74        | 137       | 36         |